# 大石良雄
大石良雄（日语：／ Ōishi Yoshio/Yoshitaka */?，1659年—1703年3月20日），又名大石内藏助（日语：／ Ōishi Kuranosuke */?），日本江戶時代早期武士，播磨国赤穗藩的笔头家老。因在元禄十五年（1702年）带领赤穗藩家臣四十六人在江户殺死幕府旗本吉良義央，為其藩主淺野長矩復仇（元祿赤穗事件）而闻名。事后，在元禄十六年（1703年）被幕府勒令切腹。事件之後被改編成戲劇忠臣藏。

## 出身
大石家出身于藤原氏，没落于应仁之乱。先祖曾出仕于丰臣秀次。曾祖父大石良胜成为浅野家家老，并跟随浅野长直移藩赤穗。

## 人物

大石家家纹

家纹是右二巴纹